# Пристанціонний (Шуміхинський округ)
Пристанціо́нний (рос. Пристанционный) — селище у складі Шуміхинського округу Курганської області, Росія.
Населення — 191 особа (2010, 255 у 2002).
Національний склад станом на 2002 рік: росіяни — 94 %.